# Люмхольтц, Карл
Карл Софус Люмхольтц (норв. Carl Sofus Lumholtz; 23 апреля 1851 — 5 мая 1922) — норвежский путешественник и этнограф, наиболее известный своими исследованиями и публикациями о культурах коренных народов Австралии, Мексики и острова Борнео.

## Детские и юношеские годы
Карл Люмхольтц родился 23 апреля 1851 года в норвежском муниципалитете Фааберг в центральной части Норвегии, недалеко от Лиллехаммера. Он был старшим из семи детей Пауля Люмхольтца (Paul Nicolai Lumholtz, 1812—1892) и Ингер Грундсет (Inger Elise Grundseth, 1824—1914). Когда мальчику исполнилось 5 лет, семья переехала в Лиллехаммер, где отец в звании капитана от инфантерии командовал ротой.
Отец Карла, будучи глубоко верующим человеком, мечтал, чтобы его старший сын стал пастором лютеранской церкви, таким образом продолжив стезю его собственного отца и деда, епископа Христиании. Однако мальчика больше интересовали звери и птицы, нежели чем изучение богословия и латыни. Когда пришло время поступать в высшее учебное заведение, Карл выбрал направление зоологии; однако отец настоял, чтобы сын поступил на факультет теологии Университета Христиании (ныне Университет Осло). Результатом учёбы по шестнадцать часов в день в течение длительного времени стал нервный срыв. В 1876 году Люмхольтц сдал выпускные экзамены, но принял решение не начинать карьеру священнослужителя. Вместо этого он переехал в сельское поселение в Оркдале, где устроился домашним учителем в доме торговца и промышленника Марентиуса Тамса.
Попутно он в горных районах Центральной Норвегии собирал животных и растения, и отправлял свои коллекции в Музей естественной истории при Университете Христиании, мечтая о путешествиях. Много лет спустя он вспоминал свою тягу к скитаниям следующим образом: «Любовь к природе всё сильнее и сильнее овладевала мной, и однажды мне пришло в голову, что какое несчастье умереть, так и не повидав всей Земли. Я с трудом мог вынести эту мысль, которая преследовала меня». Случай помог Карлу выбраться не только из деревни, но и уехать далеко за пределы родной страны.

## Экспедиция в Австралию
Во второй половине девятнадцатого века музей, в который Люмхольтц отправлял посылки и писал отчёты, сам активно занимался пополнением своих коллекций и искал специалистов, которые помогли бы ему достать зоологические и ботанические образцы в отдалённых уголках земного шара. На 29-летнего Карла обратил внимание профессор Роберт Коллетт, предложивший ему поехать в Австралию и заняться там сбором млекопитающих, птиц и растений.
Люмхольтц проработал в австралийском штате Квинсленд с 1880 по 1884 год. Ему удалось не только обогатить фонды музея, но и встретить несколько ранее неизвестных науке видов животных, среди которых кускус Герберта (Pseudochirulus herbertensis) и названный в его честь кенгуру Люмхольтца. Он остановился на принадлежавшей шотландско-норвежской семье скотоводческой станции около Рокгемптона, однако большую часть времени провёл далеко за её пределами в глубине штата.
В долине реки Герберт-Ривер Люмхольтц познакомился с племенем аборигенов и провёл среди них десять месяцев. Он был убеждён, что коренные жители обладают необходимыми знаниями, которые помогут ему в поиске животных, ранее неизвестных науке. Аборигены заинтересовали путешественника даже больше, чем дикая природа, и в ходе экспедиции он наряду с основной задачей путешествия занялся этнографическим исследованием, изучая их быт и обычаи. Благодаря дружелюбному отношению, подаркам в виде табака и демонстрации своего ружья Люмхольтц завоевал уважение туземцев. Он первым их европейцев в одиночку и с минимумом снаряжения жил среди их — в таких же, как у них, хижинах и под деревянным навесом; вместе с местными охотниками поднимался в горы. Будучи в Австралии, Люмхольтц критически высказывался по отношению угнетения коренного населения со стороны белых переселенцев, считая его несправедливым. Тем не менее он относился к ним достаточно снисходительно, с некоторой долей презрения, и под влиянием социального дарвинизма Герберта Спенсера и Альфреда Уоллеса верил в превосходство западной культуры.
В 1994 году в долине Герберт-Ривер, где проводил свои исследования Люмхольтц, был образован национальный парк, названный его именем. В 2003 году охраняемая природная территория была переименована в Герринган в честь легендарного основателя нескольких племён коренных жителей Австралии.

## Путь к известности
После австралийского путешествия Люмхольтц зарабатывал лекциями о своих открытиях и писал книгу, а также по поручению норвежского правительства изучал морское рыболовство этой страны. Он постепенно приобретал известность в научных кругах, несмотря на отсутствие образования в соответствующих дисциплинах. В 1886 году его приняли в Норвежское королевское общество наук и литературы и Шведское общество антропологии и географии, год спустя в Датское королевское географическое общество. В 1889 году в Лондоне и Нью-Йорке вышла книга Люмхольтца под названием «Среди каннибалов», в которой он описывал своё путешествие в Австралию. В предисловии к первому изданию он назвал австралийских аборигенов расой людей с самой низкой культурой, которую можно найти среди всего рода Homo sapiens.
Люмхольтц проводил лекции не только у себя дома в Норвегии, но и устраивал туры в европейских столицах, а также в США. Первый раз он прибыл на американский континент в начале 1889 года, где усилил свои рассказы слайдами диапроектора. В Америке помимо прочего он встретился с учёными и с такими влиятельными фигурами, как Эндрю Карнеги, Корнелиусом Вандербильтом (младшим) и Генри Виллардом, чтобы обсудить возможное финансирование научных экспедиций — к этому времени натуралист заинтересовался «примитивными» люди в Мексике, о которых он читал ранее. В том же году Люмхольтц посетил Всемирную выставку в Париже и вместе с Нансеном выступил на конгрессе Британской ассоциации содействия развитию науки в Ньюкасле.

## Экспедиции в Мексику
Во второй половине 1890 года Люмхольтц снова оказался в США, на этот раз твёрдо рассчитывая найти финансирование для поездки в Мексику. Ему удалось собрать необходимую сумму при помощи Американского географического общества и Американского музея естественной истории в обмен на обязательство пополнения этнографических и биологических коллекций, а также заручиться поддержкой президента Мексики Порфирио Диаса. Относительно безопасные путешествия по горным районам северо-западной части страны стали возможными вскоре после окончания многолетнего конфликта с апачами, и Люмхольтц первым из научных исследователей воспользовался этой возможностью.
В 1890—1898 годах были организованы четыре экспедиции в горах Западной Сьерра-Мадре — горной системы, населённой преимущественно индейскими племенами. Люмхольтц останавливался в отдалённых и труднодоступных индейских поселениях, где исследовал быт, обычаи, религиозные обряды и произведения творчества коренных народов — тараумара, пима, уичоли, пурепеча, тубар. Были составлены словари местных языков, собрана обширная коллекция предметов быта, образцов местной флоры и фауны, а также представлены результаты антропологических измерений и раскопок древних курганов. Люмхольтц и его помощники активно фотографировали, что оставило сотни документальных свидетельств жизни народов Мексики в конце XIX века. Ход и результаты экспедиций автор описал в двухтомнике «Unknown Mexico» (досл.: «Неизвестная Мексика»), изданном в 1902 году в Нью-Йорке и год спустя в Лондоне.

### Первая экспедиция
Толчком к первой экспедиции послужили сообщения о найденных руинах жилых построек в труднодоступных горных пещерах на северо-западе Мексики. Целью поездки было заявлено их исследование и изучение возможной связи этих построек с живущими в окрестностях племенами индейцев. В сентябре 1890 года отряд из тридцати человек и около сотни вьючных животных пересёк государственную границу в районе города Бисби в Аризоне и углубился на территорию Мексики сначала по территории пустыни Сонора, затем по горам Западной Сьерра-Мадре. В экспедиции, помимо Люмхольтца, приняли участие восемь профессиональных учёных, в том числе географ, профессор Уильям Либби из Принстонского университета, ботаники Хартман и Ллойд, зоолог Ф. Робинсон и минералог Х. Уайт.
Основной лагерь был разбит в посёлке Сан-Диего в центральной части штата Чиуауа, оттуда небольшие отряды исследовали окрестности. На скалистых уступах в долине реки Рио-Пьедрас-Вердес (Río Piedras Verdes) удалось обнаружить пещерные жилища, каждое из которых состояло из группы построек, сделанных из порфира и явно рассчитанных на проживание большой группы людей. Пройдя двадцать миль вдоль каньона, Люмхольтц обнаружил пятьдесят таких жилищ, как правило, на высоте нескольких сотен футов от дна ущелья. Высотой до трёх этажей, они имели лестницы и небольшие проёмы в форме буквы «Т», что свидетельствовало о высокой квалификации строителей. Судя по рисункам на стенах, до недавнего времени эти жилища использовались апачами, но сами они выглядели гораздо старше. Одна из стен жилища была покрыта тринадцатью слоями побелки.
Помимо реки, Люмхольтц в течение шести недель производил раскопки курганов в десяти милях к югу от Пакиме. В них он также обнаружил руины построек — похожие на пещерные выше. Они имели два этажа и состояли из нескольких изолированных комнат. Под бетонными полами построек исследователь нашёл керамическую посуду с рисунком, схожим с таковым у глиняных изделий из поселений индейцев пуэбло на юго-западе США.
Участники экспедиции обнаружили под полом покинутых жилищ и вывезли в США около пятисот артефактов хорошо сохранившейся керамики со сложным орнаментом. Была собрана большая коллекция растений, пятьдесят пять шкурок млекопитающих и около тысячи шкурок птиц. Один из видов сосны, Pinus lumholtzii, был признан новым для науки и получил своё название в честь путешественника. Был составлен полный отчет о метеорологических наблюдениях. В апреле 1891 года большая часть исследователей, включая самого Люмхольтца, вернулась в США, чтобы собрать больше денег для дальнейшего изучения культуры.

### Вторая экспедиция
В январе 1892 года Люмхольтц вновь отправился в Мексику. На этот раз его главной целью было изучение индейского народа тараумара, которое жило в горах мексиканского штата Чиуауа и возможно имело отношение к ранее обнаруженным таинственным постройкам.
Люмхольтц на этот раз взял с собой в экспедицию не более десяти человек, по именам назвав только трёх из них: шведского ботаника Карла Хартмана, инженера-строителя и фотографа К. Х. Тейлора (C. H. Taylor), и минералога, коллекционера зоологических материалов А. Э. Мида (A. E. Meade).
В долине реки Гарабато (Garabato) к югу от Мадеры экспедиторы вновь натолкнулись на пещерную выемку с пустующими постройками (в настоящее время этот район известен как археологический памятник Куарента-Касас).
Наибольшей интерес Люмхольтца представляли «язычники» — туземцы, ведущие исконно традиционный для них образ жизни, поклоняющиеся своим богам и слабо связанные с христианскими общинами. Таких людей он обнаружил в глубокой и труднодоступной долине Медного Каньона недалеко от пуэбло Темосачик. С помощью местного проводника и сопровождавшего представителя власти ему удалось расположить туземцев к себе и принять от них традиционное угощение — фасоль с перцем чили в сочетании с кукурузной тортильей. Впечатление на путешественника произвёл местный напиток, который туземцы называли «искиате» (iskiate): поджаренную кукурузу измельчали на зернотёрке, разводили водой и добавляли в напиток семена чиа. По словам путешественника, этот напиток, имеющий консистенцию густого супа, быстро восстанавливает силы, необходимые для длительного бега в горах.
В своей книге Люмхольтц описал кочевой образ жизни туземцев: многие из них летом жили на возвышенностях, где имеются хорошие пастбища и удобные участки для обработки земли под посевы кукурузы, и зимой перемещались в глубокие долины, где более тёплый климат и можно прокормиться рыбой. В последнем случае они также, как и таинственные обитатели описанных выше скал, занимали в долинах пещеры и выемки скал. Однако в отличие от древних жителей современные тараумара всегда селились семьями без признаков общинной организации на значительном расстоянии друг от друга, занимали легко доступные пещеры и не строили долговременных каменных построек. Наконец, их керамика обладала куда более примитивным декором, чтобы можно было рассуждать о близком родстве культур. Туземцы периодически переносят жилище в другое место — причиной может стать смерть родственника, недостаточное освещение, потребность в обработке под домом земли и т.д.
Постепенно Люмхольтц пришёл к выводу, что ему было легче общаться с индейцами и изучать их, находясь в одиночестве. По этой причине он в мае 1892 года распустил группу, отправив оставшихся членов экспедиции обратно в США. С этого времени его спутниками были только проводники, переводчики и носильщики из числа местного населения. Черепа из разграбленных могил, добытые Люмхольтцем и увиденные одним из сбежавших проводников, вызвали неожиданное последствие: среди окрестных индейских общин разнёсся слух, что путешественник является людоедом, питающимся исключительно младенцами и зелёной кукурузой. Несколько последующих месяцев местные жители спасались бегством, едва узнав о его приближении, оставляя после себя пустующие ранчо.
Изначально туземцы боялись чужого человека и нередко спасались бегством, узнав о его приближении. Восстановить доверие к нему помог случай: на небольшом ранчо Гуачочи индейцы голодали в результате засухи и с помощью ритуальных танцев молились о дожде, злились на белых людей за то, что из-за них Господь наказал их. Однако с появлением Люмхольтца начались затяжные дожди, и путешественник из объекта злости превратился в вестника благополучия.
В ходе путешествия Люмхольтц избавился не только от своих спутников, но и от большей части мулов. Исследователя интересовали все стороны жизни тараумара — чем они питаются, во что одеваются, в каких постройках живут, как часто и каким образом умываются, как и на кого охотятся, как проводят роды и как хоронят, и т. д. Среди традиционных напитков местного населения исследователь выделил тесгуино — кукурузное пиво — неотъемлемую часть религиозных обрядов, лекарство от всех болезней, вознаграждение за помощь в сельскохозяйственных работах. По словам Люмхольтц, ни одно важное событие в жизни индейца, как например переезд в новое жилище, свадьба или похороны не обходятся без обильного употребления этого напитка.
Исследователь описал религию туземцев, часть из которых под влиянием иезуитов номинально стали христианами, но при этом продолжали соблюдать собственные языческие обряды с привлечением шаманов. Отец-Солнце у них стал ассоциироваться с Христом, а Мать-Луна с Девой Марией, которая из матери Всевышнего трансформировалась в его жену. Дьявол в представлении индейцев — одноглазый старик с большой бородой. Он играет на гитаре, но никогда на скрипке, потому что смычок и струны образуют крест. Шаманам приходится много работать, чтобы удержать дьявола от попадания на небеса, куда он стремится.
Помимо тараумара, Люмхольтц познакомился и с другими коренными народами Мексики. На высокогорном плато у подножия вулкана Серро-де-Муинора он встретился с индейцами тепеуано, по его словам более раскованными и общительными по сравнению с тараумара. В окрестностях городка Морелос путешественник сфотографировал нескольких индейцев немногочисленного племени тубар, чей язык в настоящее время считается вымершим. В муниципалитете Эль-Наяр штата Наярит и близлежащем поселении Хесус-Мария в штате Халиско Люмхольтц посетил центр расселения племени кора, представители которого практикуют прокалывание шипами глиняных или тряпичных фигурок ради причинения боли неприятелю, наподобие практики кукол вуду.
Люмхольтц вернулся в США в августе 1893 года, где в том же году представил результаты своих изысканий (предметы быта, словари языков тараумара, тепеуано и тубар; антропологические измерения, образцы волос и костных останков) на Всемирной выставке в Чикаго.

### Третья экспедиция
Представленные на Всемирной выставке результаты исследований имели большой международный успех, в 1894 году Люмхольтц получил приглашение выступить на Восьмом международном конгрессе американистов в Стокгольме. Однако незадолго до намеченного события путешественник получил предложение Американского музея естественной истории совершить очередную экспедицию в Мексику, и вследствие подготовки к ней доклад о тараумара, в котором были представлены фотоматериалы Люмхольтца, вместо него представил Карл Хартман. Годом позже американисты собрались в Мехико, но и на этот раз Люмхольтц не смог принять приглашение на участие в Конгрессе.
Третья экспедиция оказалась наиболее продолжительной в карьере учёного — она продолжалась с марта 1894 по март 1897 года. Люмхольтц на этот раз путешествовал без научных помощников, в основном нанимая проводниками местных индейцев, владеющими испанским языком. В ходе третьей экспедиции Люмхольтц провел в общей сложности полтора года среди тараумара и десять месяцев среди кора и уичолей.
С уичолями — индейцами, живущими в южной части Западной Сьерра-Мадре — путешественник познакомился в пуэбло Сан-Андрес-Коамиата, куда прибыл из Сан-Франциско-дель-Мескиталя. Отсюда он путешествовал по землям этого народа в штатах Халиско и Наярит. Он так же глубоко занялся изучением этого народа, как прежде делал это в отношении тараумара — в его книге подробно описаны традиционная одежда, аксессуары, национальная кухня, жилищные условия, обычаи, мифы, религиозные обряды и объекты поклонения местных жителей. Как и в случае с тараумаре, уичоли прохладно встретили пришельца. Только исполняя песни, которые пели шаманы, он смог добиться расположения к себе. В Сан-Андресе путешественник наблюдал и подробно описал языческий праздник вызывания дождя с традиционным танцем матачин (matachines) и необычайно хорошим пением шамана. В Сан-Хосе путешественник стал свидетелем церемониальной охоты на оленя, без успеха которой невозможно получить дождь и хороший урожай.
В божественном доме возле храма Гуайябас индейцы показали путешественнику местную реликвию — «обитателя дома», могущественного бога воды в виде тяжёлого зеленоватого камня с жёлтыми прожилками. В деревне Бастита (Batista) в пятнадцати милях от Сан-Андреса Люмхольтцу далось приобрести несколько церемониальных предметов, которые местные жители приносили в жертву своим богам. Среди них были кувшины, колчаны, стрелы и резные танцевальные палочки, а также изготовленные из высушенной тыквы и богато украшенные воском и бусинами жертвенные чаши (англ. votive bowl).
В книге Люмхольтц подробно описал духовную связь уичоли пейотлем, который он назвал «хикули». Этот маленький кактус, мякоть которого вызывает галлюцинации и наркотическое опьянение, среди индейцев почитается как защитник их страны. Как гласит легенда, уичоли однажды затерялись под землёй и вышли на свет только в стране хикули. Уичоли ежегодно отмечают праздник в его честь и в преддверии этого торжества отправляются на сбор растения в окрестности города Реаль-де-Каторсе в штате Сан-Луис-Потоси. Путешествие за пейотлем совершается только мужчинами, строго регламентирована религиозными правилами и занимает сорок три дня. На ранчо Хедиондо (Hediondo) возле Сан-Себастьяна Люмхольтц присутствовал на «празднике хикули», на котором, согласно традиции, сам попробовал его.
В окрестностях города Тепик Люмхольтц столкнулся с каменными курганами неизвестного происхождения и большим количеством керамических фигурок у населения, происхождение которых никто не мог объяснить. Исследователю удалось приобрести только что выкопанный, хорошо сохранившийся терракотовый кувшин, оформленный и украшенный в виде индейки.
Закончив изучение уичоли, Люмхольтц отправился в районы штата Мичоакан, населённые индейцами пурепеча (в его описании они фигурируют как тараски). Наибольший интерес путешественника на землях пурепеча вызвали ступенчатые пирамиды, сложенные в форме буквы «Т» и известные как я́ката. Лумхольтц несколько раз производил раскопки среди этих сооружений и среди местных индейцев приобрёл репутацию убийцы женщин ради получения их головы.

### Четвёртая экспедиция
Четвёртая и последняя экспедиция Люмхольтца в Мексику под эгидой Американского музея естественной истории состоялась в 1898 году. Музей попросил исследователя получить более подробную информацию о тараумара и уичолях, в том числе создать гипсовые слепки их лиц. Эта поездка заняла всего два месяца, этнографа сопровождал чешский антрополог Алеш Хрдличка.

## Путешествие в пустыню Сонора
В 1909—1910 годах Люмхольтц путешествовал на севере пустыни Сонора, где одноимённый мексиканский штат граничит с американским штатом Аризона. Как исследователь написал в своих путевых заметках, «некоторые влиятельные друзья поручили ему изучить некоторые экономические возможности засушливой и малоизвестной страны вдоль верхней части Калифорнийского залива, к востоку от реки Колорадо».
Целью поездки было восполнение белых пятен на географических картах, а также изучение возможности промышленного и сельскохозяйственного использования земель. Путешественник также описал быт и обычаи местных индейцев папаго, создал фотографии отдельных представителей этого народа и местных географических объектов. Несмотря на засушливый климат и постоянную нехватку питьевой воды, Люмхольтц указал на плодородие почв и констатировал вероятное наличие грунтовых вод, а также возможность наличия минералов. По итогам экспедиции были обновлены материалы Геологической службы США. Результаты своего путешествия Люмхольтц описал в книге «New Trails in Mexico» (досл.: «Новые тропы в Мексике»), изданной в 1912 году.

## Азия
Ещё со времён Австралии Люмхольтц мечтал побывать в одном из самых малоизученных уголков Земли — в Новой Гвинее. Во время пребывания в Норвегии в 1912 и 1913 годах ему удалось собрать достаточное количество средств для новой экспедиции. Деньги поступили в том числе от короля и королевы Норвегии, географических обществ Норвегии, Великобритании и Нидерландов, американских и британских друзей. Одним из спонсоров поездки стал знаменитый полярный исследователь Фритьоф Нансен. Готовясь к экспедиции в тропиках, в первой половине 1914 года Люмхольтц приплыл на остров Борнео, где планировал нанять носильщиков и лодочников. Он прошёл вдоль восточного побережья острова и несколько месяцев провёл в долине реки Каян.
Начавшаяся мировая война нарушила планы исследователя. Генерал-губернатор Голландской Ост-Индии не смог ни гарантировать безопасность Люмхольтца, ни организовать ему вооружённую охрану, и настоятельно рекомендовал не путешествовать без него. В результате исследователь отправился в Индию, где провёл следующие восемь месяцев, изучая индуизм и ожидая улучшения международной обстановки. В конце концов, он решил вернуться в Ост-Индию и изучить внутренние районы Борнео.
На Борнео Люмхольтц пробыл около двух лет в 1915—1917 годах. Генерал-губернатор выделил ему эскорт из военных с острова Ява, местного геодезиста и, на некоторое время, одного из правительственных фотографов. Люмхольтц добавил к своему оборудованию кинокамеру, и какое-то время его команда была усилена французско-индонезийским фотографом и оператором Жаном Деммени. Группа поднялась вверх по течению реки Барито, и, достигнув водораздела, перешла в верховья реки Махакам, по которой спустилась до города Самаринда. 
В дождевых лесах в глубине острова экспедиторы познакомились с общинами туземцев, известных под общим названием даяки — кайян (kayan), кений (kenyah) и пунан (punan). Как и в Мексике, у Люмхольтца возникали проблемы с фотографированием людей. «Женщины, как обычно, боялись фотографироваться, поскольку всеобщее мнение заключается в том, что такая процедура мешает женщинам рожать детей… поскольку экспозиция перед камерой могла бы принести ребёнку неудачу или болезнь, которая могла бы убить его» — вспоминал он позже. По возвращении в Танджунгселор Люмхольтц также посетил окрестности города Банджармасин и проплыл по реке Мендаваи в Сампит в южной части острова.
Результатом экспедиции стали многочисленные фотографии и зоологические коллекции. Путешественник получил антропометрические данные 227 коренных жителей Борнео. Он собрал большой объём культурного материала по нескольким различным группам даяков, включая Нгаджу-От Данум (Духой), Букит, Пенихинг (Аохенг), Каян/Бахау, Кенья, Сепутан, Пунан, Букат и Лонг Глат, а также собрал многочисленные этнографические артефакты — оружие,
маски, предметы домашнего обихода, одежду и другие текстильные изделия. Прежде чем забрать приобретённые вещи, он фотографировал с ними их прежних владельцев, чтобы продемонстрировать практическое использование. Большинство собранных артефактов вошло в экспозицию Культурно-исторического музея в Осло. В 1920 году была опубликована последняя работа Карла Люмхольтца — книга «Through Central Borneo—Two Years’ Travel in the Land of the
Head-Hunters» (досл.: «Сквозь Центральный Борнео — двухгодичное путешествие по земле охотников за головами»).

## Смерть
Карл Люмхольтц скоропостижно скончался 5 мая 1922 года, находясь в санатории посёлка Саранак-Лэйк в северной части штата Нью-Йорк, США. По данным Института Трюдо, причиной смерти стал туберкулёз, от которого путешественник страдал последние несколько лет. Некоторые издания причиной смерти называют острый приступ тропической лихорадки, которой путешественник заразился на Борнео. Люмхольтца похоронили на местном кладбище Pine Ridge Cemetery.